# Saint-Michel-en-l'Herm
Saint-Michel-en-l'Herm är en kommun i departementet Vendée i regionen Pays de la Loire i västra Frankrike. Kommunen ligger i kantonen Luçon som tillhör arrondissementet Fontenay-le-Comte. År 2022 hade Saint-Michel-en-l'Herm 2 347 invånare.

## Befolkningsutveckling
Antalet invånare i kommunen Saint-Michel-en-l'Herm
| Referens: INSEE |